# The Blue God
The Blue God è il secondo album della cantante Martina Topley-Bird, pubblicato nel 2008 dall'etichetta Independiente.

## Tracce
1. Phoenix
2. Carnies
3. April Grove
4. Something to Say
5. Baby Blue
6. Shangri La
7. Snowman
8. Da Da Da Da
9. Valentine
10. Poison
11. Razor Tongue
12. Yesterday